# 鄭家牧場
《鄭家牧場》（韓語：정가네 목장）是预计2025年上映的韓國劇情片，翻拍自2015年的冰島電影《羊男的冰島冒險》，由MBC短劇《撲通撲通LOVE》導演金志炫執導，這也是她的商業電影處女作，並由柳承龍、朴海俊主演。

## 劇情概要
講述在和平和橫山郡村莊經營著牧場的兩兄弟，30年間彼此不說一句話，靠養牛生活但又不如別人，某一天他們突然開始了出人意料的同行。

## 演員陣容

### 主要人物
- 柳承龍 飾演 萬洙，冷漠的哥哥。
- 朴海俊 飾演 秉洙，不懂事的弟弟。

### 其他人物
- 邕聖祐 飾演 正勳，橫山郡新來的獸醫。[7]
- 鄭石勇 飾演 里長，橫山郡的居民代表。
- 李尚熙 飾演 京恩，萬洙、秉洙的妹妹。
- 成炳淑[8]
- 全錫浩 飾演 白組長，被派遣到橫山郡的公務員，
- 金恩宇 飾演 畜牧協會科長，對“牛”有淵博的知識和信息，負責村里大大小小和牛有關的事情。[9]

## 製作
- 2021年1月22日開拍[10]，同年4月14日殺青[6]。

## 外部鏈接
- NAVER上《鄭家牧場》的資料
- Daum上《鄭家牧場》的资料
- 韩国电影数据库（KMDb）上《鄭家牧場》的資料